# Centro Internacional de Conferências e Exibições de Harbin

O Centro Internacional de Conferências e Exibições de Harbin (chinês simplificado: 哈尔滨国际会展体育中心) é um centro de convenções situado em Harbin na China. Nele foi realizado a Copa da China de 2007 de patinação artística no gelo e foi o local de abertura e encerramento da Universíada de Inverno de Harbin 2009.